# Библиотека современной фантастики
Библиотека современной фантастики — подписное издание в 25 томах, выпускавшееся  издательством «Молодая гвардия» в 1965—1973 годах. Изначально планировалось выпустить 15 томов, но поскольку в этом случае охват был бы неполным, было принято решение расширить издание до 25 томов. В дальнейшем было выпущено 5 дополнительных томов без нумерации (два последних из них выпущены без серийного оформления, но серия обозначена в тексте). 
В 1970 году «Молодая гвардия» выпустила книгу Вл. Немцова «Последний полустанок». Оформление книги абсолютно другое, но в выходных данных указана «Библиотека современной фантастики». 
Инициатива создания этого собрания принадлежит И. А. Ефремову; руководил подготовкой редакционный совет, в который вошли известнейшие писатели-фантасты того периода (А. Громова, С. Жемайтис, Е. Парнов, А. Стругацкий).